# ダレ
ダレ（イタリア語: Darè）は、イタリア共和国トレンティーノ＝アルト・アディジェ州トレント自治県ポルテ・ディ・レンデーナにある分離集落（フラツィオーネ）。
かつては独立の自治体（コムーネ）であったが、2016年1月1日に近隣のヴィーゴ・レンデーナ、ヴィッラ・レンデーナと合併し、新自治体の一部となった。

## 地理

### 位置・広がり

#### 隣接コムーネ
コムーネとしてのダレは、以下のコムーネと隣接していた。
- モンターニェ
- ヴィッラ・レンデーナ
- ヴィーゴ・レンデーナ